# اروه توم
اروه توم (فرانسوی: Hervé Tum‎؛ زادهٔ ۱۵ فوریهٔ ۱۹۷۹) بازیکن فوتبال اهل کامرون بود.
از باشگاه‌هایی که در آن بازی کرده است می‌توان به باشگاه فوتبال استانبول باشاک‌شهر، باشگاه فوتبال متس، باشگاه فوتبال استراسبورگ، باشگاه فوتبال بورسااسپور، باشگاه فوتبال سیواس‌اسپور، باشگاه فوتبال الازیغ‌اسپور، باشگاه فوتبال بازل، باشگاه فوتبال سیون، باشگاه ورزشی گوزتپه، و باشگاه ورزشی گنچلربیرلیغی اشاره کرد.
وی همچنین در تیم ملی فوتبال کامرون بازی کرده است.